# معماری چک ماشین
در رایانش،  (Machine Check Architecture MCA) مکانیزم اینتل و AMD این است که خطاهای سخت افزاری را در CPU به سیستم عامل گزارش می دهند.
پردازنده های خانواده  P6 و Pentium 4 اینتل، پردازنده های خانواده K7 و K8 AMD و همچنین معماری Itanium یک معماری چک ماشین را پیاده‌سازی می‌کنند که مکانیزمی را برای شناسایی و گزارش خطاهای سخت‌افزاری (ماشین) مانند: خطاهای گذرگاه سیستم، خطاهای ECC، خطای توازن، خطای حافظه پنهان و خطاهای تی‌ال‌بی ارائه می‌کنند. این مکانیزم شامل مجموعه‌ای از رجیسترهایی با مدل خاص (MSR) است که برای راه‌اندازی چک ماشین استفاده می‌شوند و بانک‌های اضافی MSR که برای ثبت خطاهای شناسایی شده استفاده می‌شوند. 